# Чхеїдзе Ніколоз
Чхеїдзе Микола Семенович (груз. ნიკოლოზ ჩხეიძე) (1864, с. Путі, Шорапанський повіт, Кутаїська губернія, Російська імперія — 7.06.1926, Левіль, Франція) — грузинський політик і державний діяч. 

## Життєпис
Народився у с. Путі Кутаїської губернії (нині Зестафонський р-н, Грузія).
Навчався у Новоросійському університеті, а також у Харківському ветеринарному інституті.

## Політична діяльність
Член Державної думи Російської імперії 3-го скликання . Голова меншовицької фракції в 4-й Державній думі. 
Голова Установчих зборів Грузинської Демократичної Республіки.